# Казначеївка
Казначе́ївка — село в Україні, у Магдалинівській селищній громаді Самарівського району Дніпропетровської області. Населення за переписом 2001 року становить 1 107 осіб.

## Географія
Село Казначеївка знаходиться за 3 км від правого берега річки Губиниха, на відстані 2,5 км від сіл Миколаївка та Затишне. По селу протікає пересихаючий струмок з загатою.

## Економіка
- «Дружба-Казначеївка», сільськогосподарське ТОВ.
- Дрогобицький молочний завод ВАТ.

## Об'єкти соціальної сфери
- Школа.
- Будинок культури.